# Cjanta Vilotis
Il CD/DVD Cjanta Vilotis è una raccolta di brani della tradizione Ladina.
Questo progetto è nato dall'interesse di Antonella Ruggiero verso la musica di tradizionale ladina, a seguito della ricerca che la stessa Antonella porta avanti da tempo.
Il disco è la "memoria" del concerto tenutosi nel settembre 2008 presso l'Auditorium Santa Chiara di Trento, al quale hanno partecipato, oltre ad Antonella, anche: Destràni Taràf, Marmar Cusine, Loris Vescovo & Caia Grimaz. 
Antonella interpreta alcuni brani della tradizione ladina e friulana, accompagnata dai suoi musicisti “storici” Mark Harris e Ivan Ciccarelli, la direzione artistica e di Roberto Colombo.
All'interno del disco, si possono ascoltare brani come “Canche vael gio veide”, “La biele stele”, “La pastora e il lupo”, “Ciant de l'aisciuda”, “A no ‘nd è mai stade ploe”, “Lebedik”, “La legna verda” interpretati da Antonella.
Degni di nota sono i pezzi “Fior di tomba”, brano che si avvicina molto al tipico canto della resistenza partigiana “Bella ciao”, e “Il viaggio (l viac)”, brano dalle sonorità orientali e canzone di repertorio di Antonella Ruggiero riproposto nel disco in versione ladina.
I brani contenuti nell'album fanno parte della raccolta Gartner, del periodo che va dal 1904 al 1915.

## Tracce
1. Canche vael gio veide
2. Bal fascian
3. E su che riva
4. Cuant c'h'o eri picinine-Ducj i arburi
5. La biele stele
6. La pastora e il lupo
7. O bela mia roda
8. E jo ti amavi-Done mari
9. Tlo sunse iu patrun
10. Ciant de l'aisciuda
11. A no 'nd è mai stade ploe
12. E dagji un tic a di che puarte
13. Ce mai sarà
14. La legna verda
15. Di silberne khasene-Fior di tomba
16. Il viaggio
17. Se o sintis a dì ninine
18. Danza rumena
19. Bel lingaz (inn ladin)